# Баскакова, Наталья Ивановна
Наталья Ивановна Баскакова (девичья фамилия Ривера) (р. 14 марта 1980, Колосовка, Омская область, РСФСР, СССР) — российский филолог, организатор образования, ректор Чувашского государственного института культуры и искусств, кандидат философских наук, доцент.

## Биография

### Происхождение
Наталья Ривера родилась 14 марта 1980 года в селе Колосовка — районном центре Колосовского района Омской области — в интеллигентной творческой семье. Отец Иван Семенович Ривера — организатор музыкального образования в селе Колосовка, участвовал в основании в 1974 году Колосовской детской музыкальной школы; мать в селе преподавала историю.
Наталья Ривера до 2002 года училась на филологическом факультете филиала Омского государственного педагогического университета в городе Таре Омской области.

### Деятельность в Омской области
После окончания вуза с 2002 по 2003 год работала лаборантом кафедры русского языка родного вуза. С 2003 по 2006 год была аспирантом очного отделения Омского государственного педагогического университета (писала диссертацию о Павле Флоренском, интеллигенции и революции); одновременно также преподавала историю в Тарском филиале Омского университета и философию в местном колледже. 
В это время Наталья писала рассказы, пьесы, стихи, жила со старшей сестрой (преподавателем) и двумя кошками в общежитии университета, поступила на заочные режиссерские курсы, увлеклась эротической фотографией. Наталья Ривера была (с 2003) идеологом и руководителем действовавшего в городе Таре Омской области сообщества с «хулиганским» названием «Живое общество поэтического андеграунда» (аббревиатуру предпочитали не приводить); под таким же названием под редакторством Натальи Риверы ограниченным тиражом издавались поэтические сборники (самиздатовский альманах), где кроме стихов самой Риверы публиковались стихи местных поэтов (в частности, публиковались поэт и лидер музыкальной группы «Дребезги» Сергей Попиков из села Знаменское, член клуба «Вечера на Александровской» Сергей Ковалёв, и многие другие). В этот период (к 2005) сочинители поэтических текстов в городе делились на два полемизирующих друг с другом сообщества (другое — «Ловцы слов», к которому примыкали «традиционалисты»). «Живое общество поэтического андеграунда» объединяло «злых и веселых», чьи сочинения попадали к Наталье Ривере, которая составляла сборники (набирала стихи на компьютере и распечатывала в 15–20 экземплярах, которые продавались по 15–20 рублей, чтобы окупить затраты на бумагу и краску).
С 2006 по 2007 год работала ассистентом преподавателя по русскому языку в городе Гавр во Франции, где проходила стажировку по квоте Федерального агентства по образованию. После возвращения из Франции с 2007 по 2009 год работала старшим преподавателем кафедры истории и гуманитарных дисциплин, заместителем декана по воспитательной работе историко-филологического факультета филиала Омского государственного педагогического университета в городе Таре. 
В 2009 году в Омском государственном педагогическом университете состоялась защита диссертации Н. И. Баскаковой на соискание учёной степени кандидата философских наук на тему «Ментальные основания поведения русской интеллигенции „Серебряного века“». Основные положения и результаты исследования в 2004 году обсуждались на международной научной конференции русистов в Прешовском университете «В поисках эквивалентности II» (Прешов, Словакия)

### В Чувашском институте культуры и искусств
После замужества сменила фамилию на Баскакова, и с 2009 года после переезда из Омской области живёт в Чебоксарах, где   работала доцентом  кафедры гуманитарных и социально-экономических дисциплин Чувашского государственного института культуры и искусств. С 2010 по 2013 год была учёным секретарём Учёного совета, председателем Совета молодых учёных и специалистов этого вуза; с 2011 по 2012 год — помощником проректора по научной работе вуза; с 2011 по 2014 — ответственным секретарём приёмной комиссии. С 2012 по 2015 год работала заведующей кафедрой народного художественного творчества института.
12 января 2015 года Наталья Баскакова министром культуры, по делам национальностей и архивного дела Чувашской Республики Вадимом Ефимовым была представлена коллективу Чувашского государственного института культуры и искусств в качестве нового ректора; с 2015 года также — председатель Учёного совета института.
В 2020 году получила медаль «Карельское содружество» по итогам XIV Международного этнофестиваля «Земля Калевалы», посвященного 100-летию Республики Карелия, в организации и работе которого Наталья Баскакова приняла участие в феврале 2020 года.
13 сентября 2020 года участвовала в выборах депутатов Чебоксарского городского собрания депутатов VII созыва от партии «Единая Россия».

## Семья и личная жизнь

### Семья
Замужем. Вместе с мужем живёт в Чебоксарах в совместной квартире (76 м²; на 2020 год). 
Отец — Иван Семёнович Ривера — жил в Омской области, куда приехал из Украинской ССР (из-под Киева); с 1974 года был директором детской музыкальной школы в селе Колосовка Омской области; пел романсы, рисовал. Воспитал сына и двух дочерей. После смерти супруги (Ф. Сафаргалиева, выпускница Тарской культпросветшколы 1959—1961), которая в селе преподавала географию и теорию музыки, жил вдовцом. В 2001 году был убит в возрасте 63 лет.
Сестра — Ривера Альфия Ивановна — заместитель заведующего по воспитательной работе детского сада № 21 «Теремок» в городе Ханты-Мансийск (2021), ранее — старший преподаватель кафедры психологии и специального (дефектологического) образования в филиале Омского педагогического университета в городе Таре.
Брат — Ривера Андрей Иванович, живет (2021) в селе Колосовка Омской области, мастер по бересте — народный умелец.

### Увлечения и убеждения
Является сторонницей партии «Единая Россия». Увлекается эротической фотографией («поскольку полагает, что в ней пульсирует энергия XXI века»); пишет стихи («Во мне проснулись 33 кошки и 2 дракона. Кто-то целует ложки, а я облизываю корону») и рассказы (андеграунд). Убеждена, что «в культуре не должно быть случайных людей».

## Участие в организациях
- Член Российского союза ректоров
- Член Российского философского общества
- Член Совета ректоров вузов Чувашской Республики
- Член Коллегии Министерства культуры, по делам национальностей и архивного дела Чувашской Республики
- Член Комиссии по государственным наградам при Главе Чувашской Республики
- Член Комиссия при Главе Чувашской Республики по Государственной премии Чувашской Республики в области литературы и искусства
- Член Проектного комитета по реализации региональных проектов, направленных на реализацию национального проекта «Культура» и федеральных проектов, входящих в его состав
- Член Координационного совета ректоров институтов культуры и искусств Российской Федерации при Министерстве культуры Российской Федерации
- Председатель комиссии Республиканского форума «Одарённые дети Чувашии»
- Член-корреспондент Международной академии культуры и искусства

## Труды
- Баскакова Н. И. Ментальные основания поведения русской интеллигенции «Серебряного века»: автореферат диссертации на соискание учёной степени кандидата философских наук: специальность 09.00.13 / Баскакова Наталья Ивановна. — Омск: Омский государственный педагогический университет, 2009. — 17 с.

## Награды
- Медаль «100-летие образования Чувашской автономной области» — за весомый вклад в социально-экономическое развитие Чувашской Республики, духовно-нравственное и патриотическое воспитание её населения и иные заслуги перед Чувашской Республикой
- Медаль «Карельское содружество» — за сохранение и популяризацию культуры Карелии

- Благодарность Главы Чувашской Республики,
- Благодарность министра культуры Российской Федерации

- Благодарственные письма и Благодарности Министерства культуры, по делам национальностей и архивного дела Чувашской Республики, Министерства образования и молодёжной политики Чувашской Республики, Государственного совета Чувашской Республики,

- Грамота Совета муниципальных образований Чувашской Республики,
- Благодарность Общественной палаты Чувашской Республики,
- Благодарность председателя Российского профсоюза работников культуры,
- Памятная медаль «Краски Чувашии» за вклад в культуру и образование Чувашской Республики